# Camané
Carlos Manuel Moutinho Paiva dos Santos, conhecido por Camané (Oeiras, 20 de Dezembro de 1966), é um fadista português. É irmão mais velho dos fadistas Hélder Moutinho e Pedro Moutinho.

## Biografia

### 1966-1990
Camané desperta para a música um pouco por acaso, quando durante a recuperação de uma maleita infantil se embrenhou na coleção de discos dos pais. Além de Frank Sinatra, Charles Aznavour e Os Beatles, deixa-se fascinar pelos grandes intérpretes do Fado: Amália Rodrigues, Fernando Maurício, Lucília do Carmo, Maria Teresa de Noronha, Alfredo Marceneiro e Carlos do Carmo. Como conta o fadista em entrevista ao Diário de Notícias (cf. «Gravei o meu primeiro disco após um telefonema de Amália», in DN, 28 de abril de 2013):
| “ | Lembro-me de ouvir os discos de fado. E de o meu pai trautear alguns daqueles fados. Achava muito esquisito e não gostava nada daquela forma de cantar, irritava-me. Mas estive doente nessa altura e fiquei um mês em casa. Só tinha três discos que não eram de fados, o resto era tudo, Marceneiro, Amália, Carlos do Carmo... Havia um disco dos Beatles, um do Frank Sinatra, que tinha o Strangers in the Night e o My Way, e um do Aznavour. Ouvi esses discos compulsivamente, mas depois lá passei aos de fado. Achei mesmo muito esquisito, no início, confesso. Mas depois comecei a perceber que conseguia cantar aquilo. (...) | ” |

.  
A sua primeira interpretação em público fê-la no restaurante Cesária, em Alcântara, por sua própria iniciativa ao dirigir-se aos músicos e pedir para cantar um fado de Fernando Maurício. A partir daí passou a ir com frequência às coletividades onde se cantava o Fado, podendo assim continuar a cantar.
Com apenas 11 anos participa pela primeira vez na Grande Noite do Fado, numa época em que não havia competição em separado para os mais novos. Dois anos depois, na edição de 1979, alcança a vitória e é convidado a gravar um LP produzido por mestre António Chainho.
Na instrução escolar não chegou a completar o nono ano, pelo que o pai, chefe de construção naval, lhe arranjou um emprego a calafetar barcos no Arsenal do Alfeite. Esteve lá durante dois anos, até ser chamado a cumprir o serviço militar obrigatório.
Por essa altura, por intermédio de Carlos Zel e do irmão deste, o guitarrista Alcino Frazão, inicia como profissional o circuito das casas de Fado. Passou pelas principais da capital — Fado Menor, O Faia, Adega Machado, Café Luso, Clube do Fado e Senhor Vinho —, uma rodagem que se revelou uma verdadeira escola, como afirma em entrevista ao Expresso/Vidas (Ana Soromenho/Vítor Rainho), a 18 de maio de 2002:
| “ | Aprendia-se muito. Estava com pessoas muito mais velhas que eram músicos muito experientes. Foi nessa aprendizagem que me formei e adquiri a minha escola. Fazia o que mais gostava de fazer na vida. Era um ambiente muito engraçado porque, quando acabávamos de trabalhar, ao fim da noite, juntava-se a malta das casas todas e eram momentos íntimos e muito criativos onde se contavam histórias do passado. Muitas vezes ficávamos ali a cantar uns para os outros, até às sete, oito da manhã. | ” |

Estava ainda na tropa quando gravou o single Ai Que Saudades, para a editora MBP.

### 1990-2000
Em 1990 é convidado por Filipe La Féria para o programa Grande noite da RTP. Em 1992 integra o elenco de Maldita Cocaína de La Féria. Surge entretanto o convite para gravar o seu primeiro CD para a editora EMI.
Uma Noite de Fados, editado em 1995, é gravado ao vivo, durante quatro noites consecutivas, no Palácio das Alcáçovas, recriando o ambiente de uma verdadeira casa de fados. O álbum é igualmente marcado pelo início de uma profícua colaboração com José Mário Branco, como produtor e como compositor.
Eleito pela crítica especializada como a voz mais representativa da nova geração do Fado, a qualidade do seu trabalho é reconhecida também pelo grande público, abrindo-lhe a porta das salas de espetáculos. Sérgio Godinho escreve assim sobre o fadista, no livro do musicólogo Rui Vieira Nery, Para Uma História do Fado:
| “ | Do Camané deve dizer-se que” não há palavras” a não ser as que exigem “silêncio, que ele vai cantar o fado”. E fica-se, de boca aberta e veneranda, em presença do novo príncipe, do plebeu mais ilustre dos nossos sentimentos. É de facto o nosso príncipe, o novo rei que nunca nos rouba as terras. Pelo contrário, fá-las nossas com sua arte do bem dizer, o nasalado especial que repercute no peito e na garganta, e sobretudo o desarrancar da “alma de dentro” de que ele conhece os mistérios; com gosto e suprema intuição. | ” |

A partir da década de 1990 afasta-se progressivamente das casas de Fado e realiza cada vez mais concertos, quer em Portugal quer no estrangeiro. Realiza as suas primeiras atuações em França, Holanda, Itália e Espanha. Em 1998 apresenta-se nos festivais Tombées de La Nuit, em Rennes, e Les Méditerranées à l'Européen, em Paris.
O trabalho discográfico seguinte — Na Linha da Vida, editado em 1998 —, confirma as expectativas que Uma Noite de Fados provocara, e consagra-o em definitivo como um dos intérpretes mais impressionantes. José Mário Branco foi o produtor musical desse álbum, sendo também o compositor da música e letra das canções "Fado Penélope" e "Sopram ventos adversos", e compositor da música da canção "Eu não me entendo".

### 2000-2010
Em 2000 lança o álbum Esta Coisa da Alma que foi lançado ao mesmo tempo em Portugal, Bélgica e Holanda. O álbum teve novamente produção e arranjos musicais de José Mário Branco.
Em 2001 recebe o Prémio Blitz para Melhor Voz Masculina Nacional, o Prémio Bordalo Pinheiro, da Casa da Imprensa para Melhor Intérprete de Música Ligeira) e um Globo de Ouro, da SIC para Melhor Intérprete Individual. No final desse ano lança o seu quarto CD, Pelo Dia Dentro, novamente com produção de José Mário Branco, e participação do mesmo trio de músicos do seu anterior álbum: José Manuel Neto (guitarra portuguesa), Carlos Manuel Proença (viola) e Carlos Bica (contrabaixo).
O disco ao vivo Como Sempre... Como Dantes é editado em 2003. O disco atinge rapidamente o galardão de Disco de Ouro e dá o mote para a realização de vários espetáculos ao longo do ano de 2004. Colabora com os Xutos & Pontapés ("Circo de Feras" e "Sopram Ventos Adversos"), Sérgio Godinho ("Fotos Do Fogo" e "Ela Tinha Uma Amiga") e na revisitação do disco "Um Homem Na Cidade" ("Fado do Campo Grande").
Esse ano de 2004 marca também o seu envolvimento num projeto associado a um género musical diferente do Fado, ao integrar os Humanos que recuperaram canções inéditas de António Variações. Acompanhando Manuela Azevedo e David Fonseca, além dos músicos Nuno Rafael, João Cardoso e Hélder Gonçalves, o grupo edita os álbuns Humanos e Humanos ao Vivo, este também com edição em DVD.
Chegando a novos públicos, Camané realça que a sua forma de cantar algo diferente vem precisamente da carga emotiva e interpretativa que lhe dá o Fado, mas que não se esgota nesse género. Neste âmbito integra-se também o espetáculo Outras Canções, realizado no Teatro de São Luiz, em 2005, onde Camané interpretou canções de referência da música portuguesa e brasileira. A Fundação Amália Rodrigues atribuiu-lhe o prémio de Melhor Intérprete Masculino na sua primeira gala realizada em 2005.
Em 2006 é lançado o DVD Camané ao Vivo no S. Luiz com base nos concertos realizados na digressão do espectáculo Como Sempre... Como Dantes, . Ainda nesse ano realizou, com Carlos do Carmo, um grande concerto de encerramento das Festas de Lisboa, com um palco instalado nos jardins da Torre de Belém e que registou uma audiência de 20 mil pessoas.
2007 marca a estreia do fadista no cinema interpretando dois temas no filme Fados da autoria do premiado realizador espanhol Carlos Saura que juntou diversas gerações do Fado.
Em 2008 é editado o álbum Sempre de Mim. O disco inclui dois inéditos de Alain Oulman ("Sei De Um Rio" e "Te Juro"), poemas de Luís de Macedo nunca antes musicados, um fado de Sérgio Godinho ou uma letra de Jacinto Lucas Pires num fado tradicional. Mantém-se as escolhas de poemas de Fernando Pessoa e Pedro Homem de Mello e a habitual colaboração de Manuela de Freitas e José Mário Branco, que foi responsável pela produção, direcção e arranjos musicais. Durante a gravação do disco é rodado o documentário Fado Camané de Bruno de Almeida que seria estreado alguns anos mais tarde.
Em 2008 participa também no disco solidário UPA – Unidos Para Ajudar, no qual colabora com os Dead Combo numa versão de Vendaval.
Camané e Aldina Duarte participam no filme luso-francês A Religiosa Portuguesa (2009), de Eugène Green, onde Camané canta Ser aquele, tema composto sobre um poema de Fernando Pessoa.

### 2010-2020
Em 2010 é editado o álbum Do Amor e dos Dias. O fado mais popular deste álbum é "A guerra das rosas", com letra de Manuela de Freitas e música de José Mário Branco, inspirado no filme com o mesmo nome. José Mário Branco foi ainda o responsável pela produção, arranjos e direcção musical, tendo também sido o autor das letras de algumas canções. Este álbum acrescenta à sua carreira o comentário a um poema de Alexandre O'Neill, "O amor é o amor".
Camané atua em 2011 na Brooklyn Academy of Music de Nova Iorque, num concerto elogiado pelo New York Times. O fado Já não estar, da banda sonora do documentário José e Pilar chega a fazer parte de uma pré-seleção para o Óscar de Melhor canção original, pela Academia de Artes e Ciências Cinematográficas dos Estados Unidos. Colabora com os Dead Combo em "Ouvi O Texto Muito Ao Longe".
Em 2013 é editada uma coletânea Camané - O Melhor | 1995-2013. Um disco duplo que inclui os inéditos Ai Margarida, com música de Mário Laginha para um poema de Álvaro de Campos, e Ai Silvina, Silvininha, uma música inédita de Alain Oulman sobre um poema de António Gedeão. O fadista regressa ao Coliseu dos Recreios tendo convidados especiais como Carlos do Carmo, Mário Laginha, Aldina Duarte e a polaca Anna Maria Jopek. Ainda em 2013 colabora com Pedro Abrunhosa no tema Para os Braços da Minha Mãe.
Em 2014 junta-se a Jorge Palma, à soprano Elisabete Matos e aos Xutos & Pontapés para participar no espetáculo Música em degradé - da ópera ao rock, no Pavilhão Atlântico. Ainda nesse ano reencontra David Fonseca, com quem faz um concerto no Mercado da Ribeira inserido no evento A maior casa de fados do mundo. O documentário "Fado Camané" é estreado em 2014 aquando da inauguração da secção Heart Beat do DocLisboa desse ano.
Em 2015 regressa aos discos de originais com o álbum Infinito Presente, que teve entrada direta para o primeiro lugar no top de vendas. José Mário Branco foi novamente responsável pela produção e direcção musical, tendo sido o autor da letra de cinco canções. Foi ainda o produtor artístico, juntamente com Manuela de Freitas.
O ano de 2017 começa com a sua participação no disco de tributo a David Bowie, concebido por David Fonseca, onde interpreta uma versão de "Space Oddity". É também distinguido em Itália com o prestigiado Prémio Tenco. Edita em 2017 um novo álbum no qual presta homenagem a Alfredo Marceneiro.
Em novembro de 2019 morre José Mário Branco, o que determinaria o fim da profícua parceria entre o veterano cantor de intervenção e o fadista.

### 2020-
Em 2022, colabora com o cantautor italiano Mariano Deidda, no disco Faust - Fernando Pessoa, dedicado à obra Fausto de Fernando Pessoa, nomeadamente cantando num dueto na canção «Il canto delle tessitrici».

## Discografia
- Uma Noite de Fados (EMI, 1995)
- Na Linha da Vida (EMI, 1998)
- Esta Coisa da Alma (EMI, 2000)
- Pelo Dia Dentro (EMI, 2001)
- Sempre de Mim (EMI,CD+DVD), 2008) - Edição Especial Limitada
- Do Amor e dos Dias - (EMI, CD+DVD), 2010) - Edição Especial Limitada
- O Melhor 1995-2013 (EMI, CD), 2013)
- Infinito Presente (Warner, CD, 2015)
- Camané - Canta Marceneiro  (Parlophone Portugal, CD, 2017)
- Horas Vazias (Warner Music Portugal, 2021)[29]

### Álbuns ao vivo
- Como Sempre... Como Dantes (ao vivo) (2003)

Outros
- Vou-me Apresentar (EP, 1979) CA001 - Vou-me Apresentar / Querida Mãizinha / Voz Do Fado, Voz Do Povo / Sou Fadista
- O Fadista da Costa do Sol (EP, Metro Som, 1979) EP-1055/S - Santa Mãe / Fado Isabel / Vou-me Apresentar / Prometi
- Eu Sou A Sombra Pequena / Segui Divina Vontade (EP, Áquila, 1979) NS-77 6
- Cantiga Do Meu Tamanho / Primavera, Primavera (EP, Áquila, 1979) NS-77 7
- A Alma Jovem do Fado (LP, Riso & Ritmo, 1982)
- Ai Que Saudades / Teu Lindo Nome (Single, MBP, 1989)
- Ao Vivo Na Zaal 100 (CD, Circo de Cultura Portuguesa Na Holanda, 1997)
- The Art Of Camané (CD, Hemisphere, 2004)

### Videografia
- DVD - Ao Vivo no São Luiz (2006)
- DVD + CD - Camané ao Vivo no Coliseu - Sempre de Mim (2009)

## Vida pessoal
Da sua relação com Mariana Maurício foi pai de António em 3 de agosto de 2019.